# ウィッシュミーメル
ウィッシュミーメル（ラテン文字表記：Wish me mell）は、日本のサンリオによるキャラクター群。デザイナーは奥村心雪。10代後半から20代の女性をメインターゲットとしている。プロモーションは立命館大学との共同で行われており、サンリオとしては初の産学連携の取り組みとなる。

## 作品世界
舞台は虹の向こうにある、「ありがとう」の気持ちでできた国「メルシーヒルズ」。ここは純粋な心を持つ子供たちが誰かの幸せのために働き、「ありがとう」と感謝されることで、大きく美しくなっていく世界。世界中から選ばれた7人の留学生の1人としてメルシーヒルズへと留学してきたメルと仲間達が、自分たち1人1人にとっての使命を探していく物語。

### キャラクター
メル（Mell）
声 - 東山奈央
フランスから来たウサギの女の子。ルッツに憧れを抱き、郵便配達の仕事を目指す。誕生日は9月20日。ホットケーキとオムライスが大好きで苦手なものは雷。
当初はメルシーヒルズに留学した直後に、自分の自慢のフワフワ尻尾が白から虹色に変わってしまい（その後、この現象は才能ある子供の証であると明かされた）、誰にも相談できない不安と自信の喪失から引きこもりになってしまった。それが原因でデビュー当時は顔を見せなかった。
その後、みんなからの「大丈夫、一人じゃないよ」という暖かい言葉を受け取ったことで明るさを取り戻し、現在は特別なイベントがない限り、サンリオピューロランドのみグリーティングが行われており、専用コーナーも存在していた（現在はポストのみ）。赤いポストに手紙を入れると、メルが手紙を届けてくれる（その手紙を届けてくれた証拠にメルの顔が記されたハンコが押される）。なお、郵便配達の仕事をしている手紙を入れる赤い鞄はルッツ先輩がくれたものであり、大事にしている。じつは花粉症。
2014年、郵便局で働いたメルはみんなを笑顔にしたいという新たな夢を持ち、現在ピューロランドでスタッフの仕事をしている。
2019年には、ハーモニーランドでも「スタッフのお手伝い」としてデビューを果たした。
マリン（Marin）
ハワイから来たカメの女の子。ちょっぴり食いしん坊。誕生日は7月3日。料理とお風呂の「ほっこりタイム」が大事。
アロ（Aro）
イギリスから来たクマの男の子。誕生日は5月7日。まじめでしっかりもの。カメラが趣味の草食系。メルの事を心配しており、気になっている。
ニィナ（Nina）
北欧から来たドラゴンの女の子。当初は卵だった。誕生日は3月2日。オーロラの炎を吐く母親にあこがれている。趣味は踊ることで将来の夢はバレリーナ。
ルゥ（Lou）
オーストラリアから来たコアラの男の子。誕生日は11月11日。強気でちょっと生意気な性格。サッカーが得意。
チーコ（Chico）
日本から来たネコの女の子。誕生日は3月31日。少しせっかちで気まぐれ。オシャレと噂話が大好き。
ポコ（Poco）
中国から来たパンダの男の子。誕生日は12月3日。陽気で元気いっぱい。ギャグが好きだが、寒い。
ルッツ（Lutz）
ケニアから来たライオンの男の子。メルの憧れの先輩でメルが郵便配達の仕事をするキッカケとなった。メルシーヒルズで郵便配達の仕事をしていたが、留学を終えて帰国。誕生日は1月10日。
シエル（Ciel）
メルシーヒルズを見守る、虹の妖精。メルシーヒルズ中央にある「妖精の木」に住んでいる。
ロザンヌ（Roseanne）
アルパカの女の子。有名な振り付け師とダンサー。かわいい男の子が好き。ブランドを持っているが、メルからは「アルパカ男おばさん」などと言われている。ルッツとは同期。またロザンヌBarを開いており、恋の悩みを聞いては「特製LOVE注入ドリンク」を特別提供している。メルシーヒルズで行われたタマゴカーレースの第一回「タマゴカーグランプリ」優勝者。
マイマイ（Maimai)
日本で有名な歌姫で、犬の女の子。実は倉木麻衣が正体であった。ルッツ・ロザンヌとは同期。スイカが好き。
ドラコ
ニィナの母親でドラゴン。サーカスで七色に輝くオーロラを吐くショーをやっている。

### メルシーヒルズ
建物はほとんどがカラフルな卵形になっている。また、本節の出典は特に記載が無い限り、及び、に依った。
妖精の木
メルシーヒルズの中央にあるピンク色の大きな木。メルが虹色郵便局で押す消印スタンプのインクは、妖精の木の朝露より作られる。シエルはこの木の中に住んでいる。
ローズガーデン
妖精の木の南西にある公園。バラがきれい。すぐ南にはマリンの家がある。
ヒルズ海
マリンの家の更に南にある海。たまにマリンが夕食の材料を探しに来る。ビーチサイドにはカフェがある。
メルシーファーム
妖精の木の西にある農場。元気になる言葉が浮き出てくるレインボードロップというキャンディーを栽培している。近くにアロの家がある。
森の洞窟
メルシーファームの南西に位置する森。覗き込むと心から求めている物が映る水瓶がある。
メルシーレイク
妖精の木から北西にある湖で、くねくね道を通ってくる。近くには湖畔のカフェ、ポコの家がある。孔雀竜王が住んでいるという伝説がある。ポコが大きなタマゴを発見した湖である（タマゴからはニィナが出てきた）。
エッグモール
妖精の木から北東方向にあるショッピングモール。いろいろなお店がある。チーコの家はこのモールの中にある。
虹色郵便局
エッグモールから更に奥に入ったところにある郵便局で、虹の麓にある。メルが毎日郵便配達の仕事をしている。この虹は橋状になっており、渡ることが出来る。現在はサンリオピューロランドにつながっている。
謎の廃墟
虹色郵便局の南にある、廃墟のようなタマゴハウス。魔法使いのおばあさんが住んでいる。
メルの家
妖精の木のすぐ東にある。道を挟んだ向かい側にはニィナの家がある。
レインボー図書館
妖精の木からメルの家の前を通り、コロコロ坂を通ってくる。メルシーヒルズの歴史の本や謎の書かれた本がある。南にはルゥの家がある。コロコロ坂の途中は工事中の道がある。
メルシーアリーナ
コンサートやサーカスが行われる広場。妖精の木のすぐ南側にあるが、レインボー図書館側からしか入れない。
星降る丘
メルシーヒルズが一望できる小高い丘。メル達が集合して遊びに来る。妖精の木から南東方向にあり、レインボー図書館前を通ってくる。

## プロモーション
2010年12月27日に公式サイト（http://wishmemell.com/ ）を開設。メインキャラクターのメルは人見知りで、タマゴから出てこられなかったが、ファンからの後押しもあり、2011年1月25日にはメルを登場させ、ユーザーとの電子メールを通じた交流や、着せ替えなどのデジタルコンテンツの販売を開始した。5月26日には、デジタルコンテンツ以外では初めての商品として、主婦の友社より絵本『Wish me mell ～虹色のコトバ～』が発売された。2011年6月からは立命館大学との共同で、日本各地のサンリオショップを巡回する企画や、ブログや映像制作を通じた展開も実施されている。コミュニケーションツールとして、公式TwitterやFacebookなども用意されている。

## サンリオキャラクター大賞の順位
『いちご新聞』の読者投票企画「サンリオキャラクター大賞」で、第28回（2013年）において11位を受賞し歴代最高である。
2013年サンリオキャラクター大賞の特別企画である「これやります宣言」で、「10位以内なら年賀状を届けます!」と宣言していたが、惜しくもランクインを逃した。
第32回（2017年）は「なかよしアワード」を受賞した。第34回（2019年）は「いちご新聞ベストランキングアワード」を受賞した。サンリオキャラクター大賞いちご新聞ランキングでは2015年以降は10位圏内にランキングされている。
2020年は、コロナ関連によるサンリオショップの臨時休業が相次ぎ、思うようにサンリオショップ店頭からの投票（チップde投票）が出来なかったため、サンリオキャラクター大賞終了後の6月12日から30日にかけて、スピンアウト企画の 「チップde投票リターンズ」がサンリオショップ各店舗で開催され、サンリオショップのひとつのハーモニーランドにおいての結果は「ウィッシュミーメル」は10位であった（この回の票は、公式にはサンリオキャラクター大賞本戦の結果には反映されない）。
2021年は、サンリオキャラクター大賞は総合順位は12位だが、いちご新聞ランキングでは1位を獲得した。
また、いちご新聞オリジナル企画で2016年より「サブキャラコンテスト」が開催されている。第1回（2016年）の「サブキャラコンテスト」では「アロ」が23位にランクインされ、第2回（2017年）の「サブキャラコンテスト」では「ニィナ」が22位、「ルゥ」が29位にランクインされ、第3回（2018年）は「マリン」が14位にランクインされた。第4回（2019年）は第1回（2016年）〜第3回（2018年）までの上位20キャラクター同士の決戦コンテストで、「ウィッシュミーメル」のサブキャラは「マリン」が48位にランクインされた。仕切り直しとなる第5回（2020年）の「サブキャラコンテスト」では「ポコ」が34位、「チーコ」が30位にランクインされた。
- 2024年サンリオキャラクター大賞15位
- 2023年サンリオキャラクター大賞15位
- 2022年サンリオキャラクター大賞13位[32]（いちご新聞ランキング2位[33]）
- 2021年サンリオキャラクター大賞12位[34]（いちご新聞ランキング1位[35]）。
- 2020年サンリオキャラクター大賞18位（いちご新聞ランキング6位[36]）。
- 2019年サンリオキャラクター大賞14位（いちご新聞ランキング6位[37]）。
- 2018年サンリオキャラクター大賞14位（いちご新聞ランキング8位[38]）。
- 2017年サンリオキャラクター大賞18位（いちご新聞ランキング9位[39]）。
- 2016年サンリオキャラクター大賞20位（いちご新聞ランキング7位[40]）／ なでる投票19位[41]。
- 2015年サンリオキャラクター大賞19位[42]（いちご新聞ランキング7位[43]）。
- 2014年サンリオキャラクター大賞18位[44][45][注釈 1]（いちご新聞ランキング14位[47]）。
- 2013年サンリオキャラクター大賞11位。
- 2012年サンリオキャラクター大賞12位[48]。
- 2011年サンリオキャラクター大賞17位[49]。

## その他
- サンリオピューロランドのライブショー（Miracle Gift Paradeなど）やアトラクションにライブキャラクター（着ぐるみ）として出演している[注釈 2]。
- エクサムが発売するキッズ向けトレーディングカードアーケードゲームであるハローキティとまほうのエプロン 〜サンリオキャラクター大集合!〜の第4弾『〜みんな集まれ!お料理パーティー!〜』に登場するキャラクターのひとつとしてウィッシュミーメルが起用された[50]。
- 2020年5月12日、サンリオキャラクターのジュエリーを製造販売するユートレジャーからウィッシュミーメルの高額なプラチナ950製ネックレスが発売された[51]。